# Heinsen
Die Gemeinde Heinsen ist eine Gemeinde im Landkreis Holzminden in Niedersachsen (Deutschland). Sie gehört zur Samtgemeinde Bodenwerder-Polle.

## Geografie

### Geografische Lage
Heinsen liegt an der Oberweser im Weserbergland. Vom zum Ortsgebiet gehörenden Stollenberg aus sind mehrere Weserschleifen zu sehen. Weitere kleinere Erhebungen in der Umgebung sind Waul, Wilmeröder Berg, Hopfenberg und das Bruchholz. Nicht weit entfernt ist der Köterberg, den vom Stollenberg aus sichtbar ist.

### Ausdehnung des Gemeindegebiets
Zu Heinsen gehört ein größeres Waldgebiet, das in zwei Jagdbereiche eingeteilt ist. Begrenzt wird das Gebiet durch die Wälder, die zu Stahle, Bödexen, Polle und Hummersen gehören.

### Nachbargemeinden
Die Gemeinde Heinsen grenzt an die Orte Höxter (Ortsteile Stahle und Bödexen), Polle und Bevern (Ortsteil Forst).

## Geschichte

Blick auf Heinsen von „Jener Seite“ (der rechten Weserseite). Aufnahme Sommer 1955

Heinsen wird im Jahre 832 als Higenhusen erstmals urkundlich erwähnt, später als Heienhusen bezeichnet. Prägend für das Dorf waren über die Jahrhunderte, neben den alteingesessenen Bauernfamilien, Schifffahrt, Fischfang und Flößerei. Daraus leitet sich auch das Wappen ab, in dem ein Anker abgebildet ist.
1889 wurde ein Schützenverein und 1919 wurde ein Turn- und Sportverein (Tuspo) gegründet. Im Zweiten Weltkrieg waren in Heinsen ein kleiner Militärflugplatz sowie ein Leuchtturm in Betrieb.
Im Zuge der Gebietsreform kam Heinsen am 1. Januar 1973 vom Landkreis Hameln-Pyrmont zum Landkreis Holzminden.
Seit 2003 besteht ein Förderverein Personenfähre Heinsen e. V., der seit 2005 den Fährbetrieb in alter Tradition wiederaufleben ließ.

### Einwohnerentwicklung
- 1885: 0929 Einwohner
- 1925: 0987 Einwohner
- 1933: 1099 Einwohner
- 1939: 0964 Einwohner
- 1996: 1039 Einwohner
- 2007: 0942 Einwohner
- 2010: 0877 Einwohner
- 2012: 0831 Einwohner
- 2013: 0817 Einwohner
- 2015: 0794 Einwohner
- 2017: 0772 Einwohner

Nach dem Zweiten Weltkrieg musste Heinsen wie andere dörfliche Gemeinden eine große Zahl von Heimatvertriebenen aus den deutschen Ostgebieten aufnehmen. Die Einwohnerzahl erreichte damals eine Spitzenwert von etwa 2000.
Von 1968 bis 2004 nahm die Bevölkerungszahl in Heinsen um 13,9 Prozent ab. Der Altersdurchschnitt der Bevölkerung betrug 41,8 Jahre (Stand 2003).

### Religionen
Evangelisch-lutherische Kirchengemeinde St. Liborius

## Politik

### Gemeinderat
Der Gemeinderat, der die Gemeinde Heinsen vertritt, setzt sich aus neun Mitgliedern zusammen.
Bei der Kommunalwahl 2021 gewann die „Wählergemeinschaft Heinsen“ (WG) alle neun Sitze.

### Bürgermeister
Der Bürgermeister von Heinsen ist seit 2021 Tobias Meese (Wählergemeinschaft Heinsen).

## Kultur und Sehenswürdigkeiten

### Bauwerke

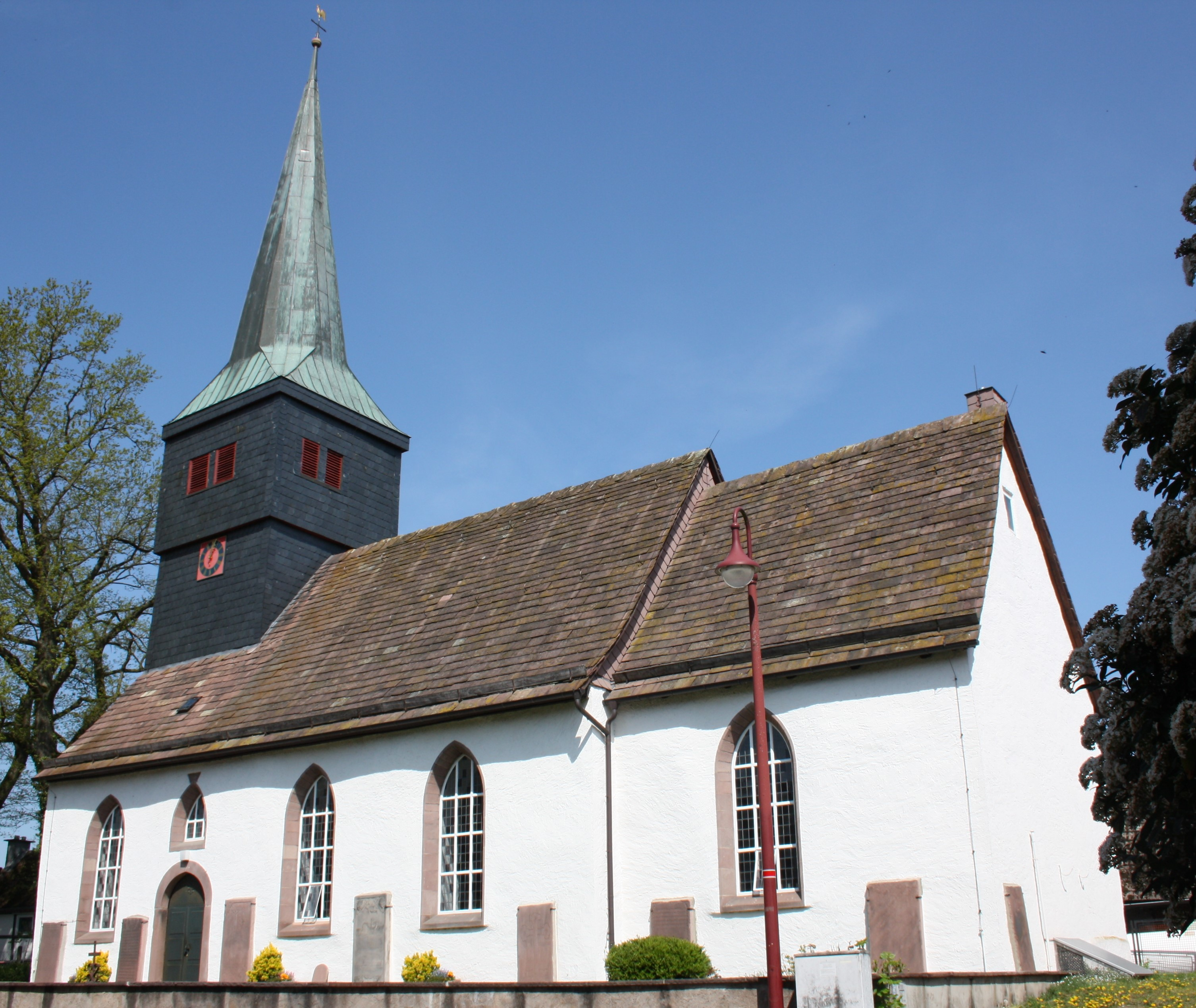
St. Liborius Heinsen

Die Liboriuskirche wurde um 1300 erbaut. Ein neuer hölzerner Turm wurde Ende des 16. Jahrhunderts erstellt und weitere Umbauten folgten bis ins 20. Jahrhundert.
Der Kalkofen ist eines der bedeutenden Bauwerke des Ortes und wurde in der Zeit zwischen 1999 und 2002 von einer archäologischen Schülergruppe des Campe-Gymnasiums in Holzminden, unter Mithilfe des Heimat- und Kulturvereins, des Arbeitervereins, der Gemeinde Heinsen, der Kreisarchäologie sowie der Jugendwerkstatt Holzminden restauriert und ist heute als Industriedenkmal geschützt. Der Kalk, der in Heinsen gebrannt worden ist, fand u. a. in Stadtmauern Verwendung und wurde bis nach Bremen auf der Weser von Heinser Schiffern verschifft. Früher gab es in Heinsen noch mehr Kalköfen, diese sind aber heute nicht mehr erhalten.
Auch einige ältere Fachwerkhäuser stehen unter Denkmalschutz. Im Ort wurde seit rund 1000 Jahren eine Mühle betrieben, die 2011 ihren Betrieb eingestellte.

### Naturdenkmäler
Beliebtes Wanderziel ist die „Dicke Buche“ im Bereich des „Bürstenkempen“.

### Theater
Die Heinser Laienspielgruppe „Die Wittenburger“ führt seit Herbst 2004 jährlich Theaterstücke auf.

### Museen
Im Heimat- und Schifffahrtsmuseum wird eine Dokumentation der Geschichte des Ortes, der Entwicklung der bäuerlichen und handwerklichen Erwerbskultur, einer sehr frühen Kirchentradition und einer der damit verbundenen Schule sowie in einem Sonderteil eine Ausstellung zur Bedeutung der Schifffahrt für Heinsen gezeigt.

### Weitere Sehenswürdigkeiten
- Die Grundlose: Teich im Ortsgebiet, der einer Sage nach grundlos ist. Versuche, sie auszuloten, sollen ein schlimmes Ende gefunden haben. An ihrem Zufluss trafen sich bis in die 1950er Jahre die Mädchen des Dorfes, um Wäsche zu waschen, Dorfklatsch auszutauschen und alte Geschichten weiterzugeben.
- Findling am Ortsausgang in Richtung Wilmeröder Berg, aufgestellt anlässlich der 1150-Jahr-Feier von Heinsen.
- Weserpromenade mit Brotbackofen, Café und Personenfähre

### Sport
Im Ort besteht der TuSpo Heinsen 1919 e. V. Ein eigener Fußballbereich wurde zugunsten der Wettbewerbsfähigkeit aufgegeben und so bildete sich eine Spielgemeinschaft Wesertal heraus, die aus verschiedenen Orten der Gemeinden Heinsen, Polle und Brevörde zusammengesetzt ist. Der Fußballplatz in Heinsen wird vom Verein gepachtet.
Der zweitgrößte Verein ist der Schützenverein von 1889 e. V. Heinsen. Statistisch gesehen ist jeder 10. Einwohner Mitglied. Traditionelle Veranstaltungen sind Königsschießen, Anbringen der Königsscheiben und Königs- und Sommerball.

### Regelmäßige Veranstaltungen
- Osterfeuer jeweils am Karsamstag
- Weihnachtsmarkt jeweils am 2. Advent Sonnabend
- jeweils am 1. Mai Wanderung des Sportvereins mit anschließendem Maibaum aufstellen am Sportgelände
- Fährfest der Fährvereins Heinsen jeweils im Frühling zu wechselnden Terminen am Weserbackofen bei der Fähre

## Infrastruktur

### Verkehr
Die Bundesstraße 83 verbindet Heinsen mit Holzminden und Bodenwerder.
Der Radweg R99 verläuft durch Heinsen und wurde im Zuge der Dorferneuerung, an der Heinsen teilnimmt, ausgebaut.
An der Fährstelle der ehemaligen Personenfähre an der Weser gibt es seit 2005 eine motorbetriebene Fähre für acht Personen und Fahrräder. Der Fährbetrieb wird von April bis Oktober vom Förderverein sichergestellt.

### Bildung
Ein kirchlicher Visitationsbericht (Kontrollbesuch nach der Reformation) erwähnt 1588 eine Küsterschule mit 10 Knaben in Heinsen. Die alte Küsterei an der Weser musste 1796 wegen Baufälligkeit abgerissen werden. Im Jahr 1795 gingen noch 64 Jungen und 75 Mädchen zur Schule. An der gleichen Stelle wurde ein neues Gebäude errichtet, das heute das Gemeindebüro beherbergt. Ab 1869 kam ein weiteres Schulgebäude für das 5. bis 8. Schuljahr gegenüber der Kirche mit einer Lehrerwohnung hinzu. 1870 wurden 223 Schüler unterrichtet. 1912 bis 1913 wurde am westlichen Ortsausgang Heinsens ein neues Schulhaus gebaut und eine dritte Lehrerstelle eingerichtet. In diesem Gebäude befand sich zuletzt eine Grundschule, die jedoch aufgrund zu geringer Schülerzahlen im Sommer 2013 geschlossen wurde.

## Persönlichkeiten
- Volkmar von Heinsen (Pseudonym und regionale Sagengestalt), fand im späten 18. Jahrhundert erstmals Erwähnung in der örtlichen Sagen- und Geschichtserzählung: aus Neid und Missgunst ihm gegenüber erzählten sich die Bürger von Heinsen Schauergeschichten über ihn. In Wahrheit war er jedoch eine der Personen, welche das organisierte Postwesen in der damals noch rückständigen Region aufbauten. Er erzielte auch große Fortschritte bei der örtlichen Brandbekämpfung, indem er das Feuerwehrwesen umgliederte und in neuen Strukturen ordnete.
- Gerhard Hornemann, 1778–1790 Pastor in Heinsen, Autor verschiedener Aufsätze in der Zeitschrift Hannoverisches Magazin
- Walter Hansmann, ehemaliger Bürgermeister, Träger des Bundesverdienstkreuzes

## Sagen
In und um Heinsen sind einige Sagen entstanden, wie Der Teufel auf der Wittenburg, Der Klüngelhund, Grundlose, Der Schatz im Schäferskampe und Die weißen Frauen im Bruchholz.